# Etsi Nos
Etsi Nos ("Mesmo Que") é uma carta encíclica promulgada pelo Papa Leão XIII, datada de 15 de fevereiro de 1882, endereçada aos bispos e restante clero italiano sobre deplorável comportamento exercido pela política em Itália, após a sua recente unificação ou Risorgimento, males esses em que ele culpa indirectamente a Maçonaria e a Carbonária.